# Ващенко Марина Олександрівна
Марина Олександрівна Ващенко (6 червня 1982, Київ) — українська художниця (графіка, живопис). Членкиня Національної спілки художників України (2008).

## Життєпис
Її прадідом був А. Чернов. Закінчила Київський інститут декоративно-прикладного мистецтва і дизайну (2006; викл. О. Олійник).

## Творчість
Від 2008 працює у своїй альма матер: викладачка кафедри монументального мистецтва. Учасниця всеукраїнських художніх виставок від 2006 року. Персональна виставка — у Києві (2008).  
Основні галузі — станковий живопис та графіка, монументальне мистецтво. Роботи Марини Ващенко позначені вишуканою стилізацією орнаменталізов. площин. форм із підкресленими контурами та вигадливістю символічних деталей.